# Hosur, Shirhatti
Hosur là một làng thuộc tehsil Shirhatti, huyện Gadag, bang Karnataka, Ấn Độ.